# Hrabia Kimberley
Baroneci Wodehouse of Wilberhall
- 1611–1623: Philip Wodehouse, 1. baronet
- 1623–1658: Thomas Wodehouse, 2. baronet
- 1658–1681: Philip Wodehouse, 3. baronet
- 1681–1754: John Wodehouse, 4. baronet
- 1754–1777: Armine Wodehouse, 5. baronet
- 1777–1834: John Wodehouse, 6. baronet

Baronowie Wodehouse 1. kreacji (parostwo Wielkiej Brytanii)
- 1797–1834: John Wodehouse, 1. baron Wodehouse
- 1834–1846: John Wodehouse, 2. baron Wodehouse
- 1846–1902: John Wodehouse, 3. baron Wodehouse

Hrabiowie Kimberley 1. kreacji (parostwo Zjednoczonego Królestwa)
- 1866–1902: John Wodehouse, 1. hrabia Kimberley
- 1902–1932: John Wodehouse, 2. hrabia Kimberley
- 1932–1941: John Wodehouse, 3. hrabia Kimberley
- 1941–2002: John Wodehouse, 4. hrabia Kimberley
- 2002 -: John Armine Woodehouse, 5. hrabia Kimberley

Najstarszy syn 5. hrabiego Kimberley: David Simon John Wodehouse, lord Wodehouse